# Attalos I
Attalos I Soter (Ἄτταλος Α΄ Σωτήρ, ur. 269 p.n.e., zm. 197 p.n.e.) – władca Pergamonu z dynastii Attalidów, panujący od 241 p.n.e., z tytułem królewskim (basileus) od około 236 p.n.e., założyciel słynnej w świecie hellenistycznym Biblioteki Pergamońskiej.

## Rodzina
Był bratankiem i adoptowanym synem Eumenesa I. Jego ojcem był Attalos, matką – księżniczka syryjska o imieniu Antiochis, z dynastii Seleucydów. Żoną Attalosa była Appolonis, a synowie to Eumenes II i Attalos II Filadelfos.

## Rządy

### Wojny z Galatami i Seleukidami
Attalos panował po Eumenesie I. Prowadził z wielką determinacją walkę z Galatami – małoazjatyckimi Celtami (był pierwszym władcą, który odmówił im płacenia trybutu). W 240 p.n.e. odparł galacki najazd, pokonując najeźdźców w bitwie u źródeł rzeki Kaikos, i przybrał przydomek „Soter” (z gr. Zbawca). Pokonani Galaci wezwali na pomoc Antiocha Hieraksa. Attalos zadał im klęskę pod murami miasta i zdobył opinię wyzwoliciela miast greckich od barbarzyńskiego niebezpieczeństwa. Potem jeszcze trzy razy rozbił Hieraksa i zapanował nad terytorium na północ od Taurusu, poszerzając granice swego państwa (około 230–228 p.n.e.) o małoazjatyckie posiadłości Seleukidów, z których część odzyskał Achajos. W 216–215 p.n.e. wspomagał Antiocha III Wielkiego w walce z Achajosem.

### Wojny z Macedonią
Attalos, zaniepokojony rosnącą potęgą Macedonii, opowiedział się po stronie Rzymian przeciw Filipowi V podczas I wojny macedońskiej (211–205 p.n.e.). Gdy Filip ze swoją armią wkroczył w 201 p.n.e. do Azji Mniejszej i zajął kilka miast nad Bosforem, Attalos zawiązał (z inicjatywy Rodos) sojusz z Rodyjczykami oraz Bizantionem i musiał stawić czoło Filipowi, który dążył do opanowania wysp egejskich oraz portów małoazjatyckich. Attalosowi udało się nawet pokonać, wespół z Rodyjczykami, flotę Filipa pod Chios, ale nie przeszkodziło to królowi macedońskiemu podejść pod mury Pergamonu. W związku z tym wyruszył wraz z rodyjskimi posłami do Rzymu, prosząc o wsparcie i ochronę przed Filipem V i jego sojusznikiem Antiochem III. Od tej chwili podstawą polityki Attalidów stał się przede wszystkim sojusz z Rzymem. Rzymianie uchwalili wojnę z Filipem (II wojna macedońska, 200–197 p.n.e.), w której Attalos czynnie uczestniczył. Jak pisał o nim Polibiusz w swoich „Dziejach”: „Król ten z początku nie miał żadnej podpory zewnętrznej do uzyskania tronu, miał tylko bogactwo. ... Toteż godna podziwu była wielkoduszność Attalosa, że bogactw postanowił użyć ... do zdobycia władzy królewskiej. A podstawy tego przedsięwzięcia oparł nie tylko na hojności i życzliwości wobec przyjaciół, ale także na czynach wojennych: ... Zdobywszy sobie tę godność panował czterdzieści cztery lata, a dożył siedemdziesięciu dwu, żyjąc w największej uczciwości i godności wobec żony i dzieci...”.

## Attalos I a kultura helleńska
Attalos I Soter doceniał ogromną rolę propagandy, którą rozwijał m.in. poprzez sponsorowanie wspaniałych dzieł sztuki, które rozsławiły jego imię bardziej niż sukcesy polityczne, Pergamon zaś postawiły w rzędzie najpiękniejszych i najsławniejszych centrów kultury helleńskiej.
Z jego polecenia i na podstawie jego wskazówek rzeźbiarze odlali w brązie pomnik zwycięstwa nad Galatami, który stanął na tarasie świątyni Ateny na pergamońskim akropolu, a który znany jest z marmurowych kopii rzymskich dwóch posągów, odkrytych w 1623: „Gal zabijający swoją żonę” (aby nie dostała się w ręce wroga; posąg inaczej zwany „Gal Ludovisi”) oraz „Umierający Gal”.
Jak wielu innych władców hellenistycznych Attalos I sponsorował także tworzenie pomników architektury w samej Grecji. W Delfach wzniósł monumentalny kompleks obejmujący posąg i stoę, udekorował również wspaniale akropol w Atenach, które jako centrum kultury greckiej były mu szczególnie bliskie. Ufundował tam grupę rzeźbiarską, upamiętniającą swoje zwycięstwo nad Galatami.
W 204 p.n.e. przyjął delegację rzymską i wydał jej czarny kamień (meteoryt) czczony w sanktuarium w Pesynuncie, a uważany za wcielenie bogini Wielkiej Macierzy, czczonej we Frygii pod imieniem Kybele. Relikwia została wywieziona do Rzymu, co dało początek rzymskiemu kultowi Kybele, szczególnie popularnemu w okresie cesarstwa.